# Schottische Unabhängigkeitskriege
Schlachten des Ersten Schottischen Unabhängigkeitskrieges

Berwick – Dunbar – Stirling Bridge – Falkirk – Roslin – Stirling Castle – Methven – Dalry – Glen Trool – Loudoun Hill – Inverurie – Brander – Perth – Bannockburn – Berwick – Berwick – Myton – Byland – Weardale
Schlachten des Zweiten Schottischen Unabhängigkeitskrieges

Kinghorn – Dupplin Moor – Annan – Berwick – Halidon Hill – Boroughmuir – Culblean – Neville’s Cross
Als Schottische Unabhängigkeitskriege (englisch Scottish Wars of Independence) werden die lang andauernden Kriege zwischen England und Schottland bezeichnet, die mit kurzen Unterbrechungen von 1296 bis 1357 andauerten. In diesem Zeitraum versuchten nacheinander die englischen Könige Edward I., Edward II. und Edward III., das Königreich Schottland zu unterwerfen und in ihren Hoheitsbereich einzugliedern. Aufgrund seiner engen diplomatischen Beziehungen zu Schottland und der fortwährenden Rivalität zu England spielte auch das Königreich Frankreich eine wichtige Rolle in diesem Konflikt. Die Schottischen Unabhängigkeitskriege können in drei Abschnitte unterteilt werden. Dabei kann allein der langwierige Erste Schottische Unabhängigkeitskrieg in zwei Teile unterschieden werden:
1. die schottische Rebellion im Namen von John Balliol von 1297 bis 1304, die mit der Kapitulation fast aller schottischen Adligen endete,
2. der Unabhängigkeitskampf unter Robert Bruce ab 1306, den dieser durch den Frieden von Edinburgh und Northampton 1328 erfolgreich beenden konnte,
3. der Angriff der sogenannten Enterbten auf Schottland 1332 und den folgenden Zweiten Schottischen Unabhängigkeitskrieg, der mit dem Vertrag von Berwick 1357 endete.

## Englisch-Schottischer Krieg von 1296

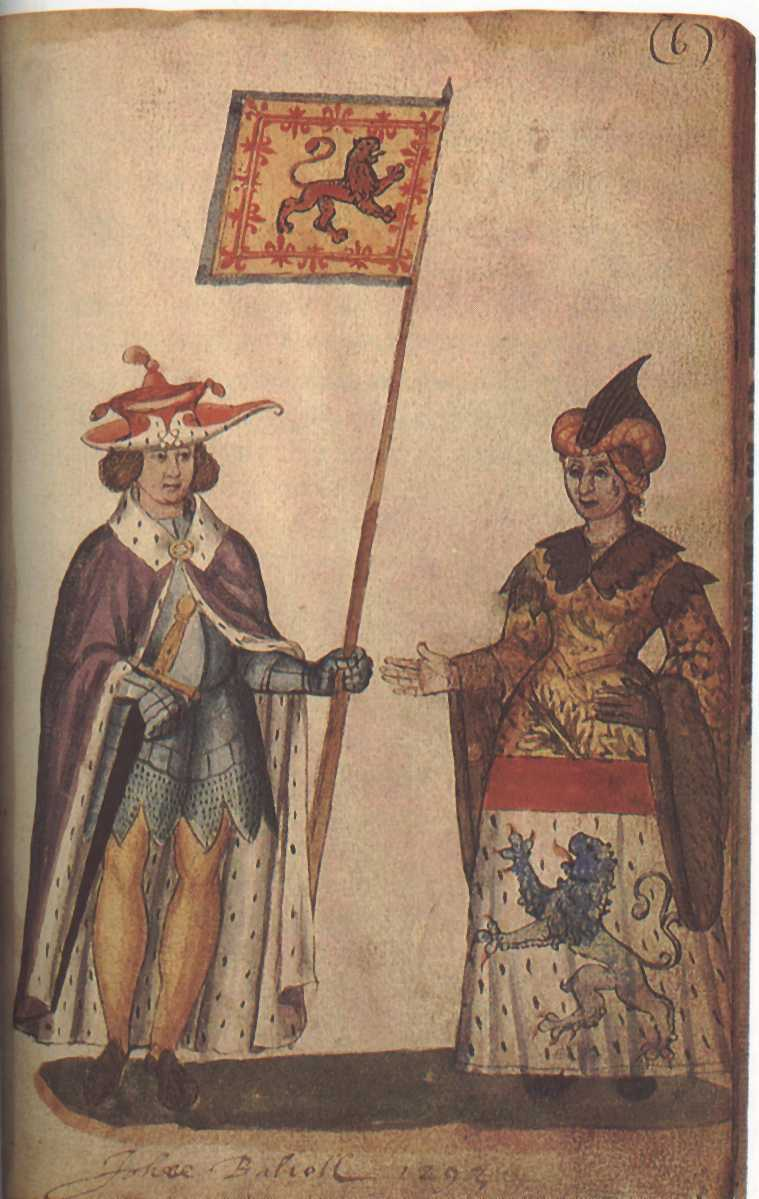
John Balliol, 1292–1296 König von Schottland, mit seiner Ehefrau; Darstellung aus dem 1591 erschienenen Seton Armorial

Nach dem Tod der schottischen Thronerbin Margarete 1290 gab es eine Reihe von Anwärtern auf den schottischen Thron, vor allem John Balliol und Robert de Brus. Um einen Bürgerkrieg zu vermeiden, wurde der englische König Eduard I. zum Schiedsrichter ernannt, wofür er die Oberherrschaft über Schottland beanspruchte. 1292 entschied er, dass Balliol schottischer König werden solle. Der englische König beanspruchte aber nun weiter die Oberhoheit über Schottland, worauf es 1296 zum offenen Krieg kam. In einem kurzen Feldzug konnte Eduard I. die Schotten schlagen und Balliol zur Abdankung zwingen. Der englische König übernahm nun selbst die Herrschaft in Schottland und wollte es offenbar in England eingliedern.

## Erster Schottischer Unabhängigkeitskrieg

### Schottische Revolte von 1297 bis 1304
Gegen den drohenden Verlust der schottischen Souveränität kam es 1297 in Schottland zu einer weitgehenden Rebellion, die als der Beginn der ersten Phase des Ersten Schottischen Unabhängigkeitskriegs gilt. Die Anführer dieser Rebellion waren William Wallace in Südschottland und Andrew Murray in Nordschottland. Ihre vereinten Kräfte konnten 1297 in der Schlacht von Stirling Bridge ein englisches Heer schlagen. Daraufhin führte der englische König 1298 ein Heer nach Schottland und schlug Wallace in der Schlacht von Falkirk entscheidend. Dennoch setzten die Schotten unter Führung mehrerer Adligen ihren Widerstand gegen die englische Besetzung fort. Trotz weiterer Feldzüge konnte der englische König diesen Widerstand nicht völlig brechen. Bis 1304 unterwarfen sich jedoch fast alle schottischen Adligen dem englischen König. Eduard I. begann nun eine Neuorganisation der schottischen Regierung.

### Rebellion von Robert Bruce ab 1306
Die Hoffnungen des englischen Königs, dass Schottland nun unterworfen sei, wurden 1306 durch die Revolte des jungen Robert Bruce erschüttert. Bruce war ein Enkel von Robert de Brus, der bereits in den 1280er und 1290er Jahren den Thron beansprucht hatte. Bruce hatte sich 1302 dem englischen König unterworfen, doch im März 1306 ließ er sich zum König der Schotten krönen. Sein Thronanspruch führte zu einem Machtkampf mit den Unterstützern des Thronanspruchs von John Balliol. Diese, vor allem die weitverzweigte Familie Comyn, wechselten nun fest in das englische Lager, und in den nächsten Jahren war der schottische Unabhängigkeitskrieg auch ein innerschottischer Bürgerkrieg. Robert I. wurde zunächst von englischen Truppen geschlagen und musste sich Ende 1306 auf der Flucht vor seinen Verfolgern auf den westschottischen Inseln verstecken. Eduard I. bereitete für 1307 einen neuen Feldzug vor, um Schottland endgültig zu unterwerfen, doch sein Tod am 7. Juli 1307 verschaffte Robert I. einen dringend benötigten Aufschub. Der neue englische König Eduard II. setzte den Krieg in Schottland weit weniger entschlossen fort, und Robert I. konnte zunächst seine schottischen Gegner ausschalten. Dann griffen er und seine Unterstützer in einem jahrelangen Kleinkrieg nach und nach die von englischen Truppen besetzten Burgen an. Bis 1314 waren fast alle Burgen wieder in schottischer Hand, worauf der englische König endlich einen großangelegten Feldzug nach Schottland führte. Dieser führte zur einzigen offenen Schlacht, die Robert I. nach 1307 gegen die Engländer führte. Diese Schlacht von Bannockburn war eine entscheidende englische Niederlage, die die schottische Unabhängigkeit sicherstellte. In den nächsten Jahren führten die Schotten zahlreiche Raubzüge nach Nordengland, die jedoch den englischen König nicht dazu bewegen konnten, die schottische Unabhängigkeit offiziell anzuerkennen. Erst nachdem Eduard II. 1326 gestürzt wurde, war die neue englische Regierung zu Friedensverhandlungen bereit. 1328 beendete der Vertrag von Edinburgh und Northampton den Krieg und Robert I. wurde vom neuen englischen König Eduard III. als schottischer König anerkannt. Robert I. starb 1329, sein Erbe wurde sein minderjähriger Sohn David.

## Zweiter Schottischer Unabhängigkeitskrieg
Eduard III. war noch minderjährig, als er den Frieden mit Schottland schließen musste. Er lehnte den von ihm als schmählich empfundenen Vertrag ab und ermunterte eine Gruppe von Adligen, die einen neuen Krieg gegen Schottland vorbereiteten. Diese Adligen, die sogenannten Enterbten, wollten Edward Balliol, den ältesten Sohn des 1296 abgesetzten John Balliol auf den schottischen Thron bringen und vor allem ihre eigenen, durch den Frieden von 1328 verlorenen Gebiete zurückgewinnen. 1332 fielen die Enterbten mit einem kleinen Heer in Schottland ein. Sie konnten zunächst ein schottisches Heer schlagen und Edward Balliol wurde zum König gekrönt. Nach einer Rebellion mussten jedoch Balliol und seine Anhänger nach England flüchten. Nun griff Eduard III. offen in den Krieg ein und zog 1333 mit einem Heer nach Schottland. Als Dank dafür sollte Balliol weite Teile von Südschottland an England abtreten. Trotz weiterer Feldzüge konnten die Engländer jedoch den schottischen Widerstand nicht bezwingen. Ab etwa 1338 wandte sich Eduard III. dem Krieg mit Frankreich zu, so dass die Anhänger von David II. Schottland zurückerobern konnten. Als der englische König 1346 einen neuen Feldzug in Frankreich führte, wollte David II. dies ausnutzen und fiel in England ein. In der Schlacht von Neville’s Cross wurde er aber geschlagen und geriet in Gefangenschaft. Edward Balliol versuchte daraufhin noch einmal vergeblich, seine Herrschaft durchzusetzen, ehe er auf seinen Thronanspruch verzichtete. Die Verhandlungen über die Freilassung des schottischen Königs zogen sich lange hin, während die Kämpfe nachließen. Erst durch den Vertrag von Berwick erlangte David II. 1357 seine Freiheit wieder. Obwohl der Vertrag kein offizieller Friedensvertrag war, gilt er als faktisches Ende der schottischen Unabhängigkeitskriege. Dennoch kam es bis ins 16. Jahrhundert zu mehreren weiteren Grenzkriegen zwischen England und Schottland.